# Joachim Borsdorff
Joachim Borsdorff (* 30. Juli 1919 in Schnellroda; † 20. März 1985 in Darmstadt) war ein deutscher Kommunalpolitiker (SPD) und Bürgermeister.

## Leben
Joachim Borsdorff besuchte das Domgymnasium in Merseburg und erwarb im Jahre 1938 das Abitur. Danach absolvierte er das zur damaligen Zeit obligatorische Arbeitsdienstjahr beim Reichsarbeitsdienst. 1939 begann Borsdorff ein wirtschaftswissenschaftliches und Rechtswissenschaftrliches Studium an der Universität Leipzig. Noch im gleichen Jahr musste er das Studium abbrechen und wurde zum Kriegsdienst eingezogen. 1942 wurde er wegen einer schweren Verwundung aus dem Kriegsdienst entlassen; danach setzte er sein Studium an der Universität Halle fort. Er beendete das Studium mit Staatsexamen als Diplom-Volkswirt. Im Anschluss promovierte Borsdorff zum Dr. rer. pol. Am 11. August 1943 beantragte er die Aufnahme in die NSDAP und wurde zum 1. Januar 1944 aufgenommen (Mitgliedsnummer 9.662.913).
Von Mai 1944 bis Ende 1945 war er wissenschaftlicher Assistent an der Universität Halle. Von 1946 bis 1950 arbeitete er als Statistiker beim Statistischen Landesamt Sachsen in der DDR. 1950 flüchtete Borsdorff nach Westdeutschland. Von 1950 bis 1951 arbeitete er beim Statistischen Amt der Freien Hansestadt Bremen. In den Jahren 1951 bis 1954 war er beim Statistischen Bundesamt in Wiesbaden beschäftigt. Ab dem 1. Oktober 1954 leitete Borsdorff das Statistische- und Wahlamt der Stadt Darmstadt. Daneben leitete er das dortige Presse-, Werbe- und Verkehrsamt. Vom 18. Dezember 1956 bis zum 31. August 1970 war er Stadtkämmerer von Darmstadt.
Vom 1. Dezember 1967 bis zum 31. August 1970 war Borsdorff Bürgermeister in Darmstadt unter Oberbürgermeister Ludwig Engel. Am 1. September 1970 wurde er zum Vorstandsvorsitzenden der HEAG ernannt. Am 20. März 1985 verstarb Borsdorff in Darmstadt.

## Auszeichnungen und Ehrungen (Auswahl)
- Silberne Verdienstplakette der Stadt Darmstadt
- Im Jahre 1989 wurde eine Straße in Darmstadt-Kranichstein nach Borsdorff benannt.